# Feste Boyen

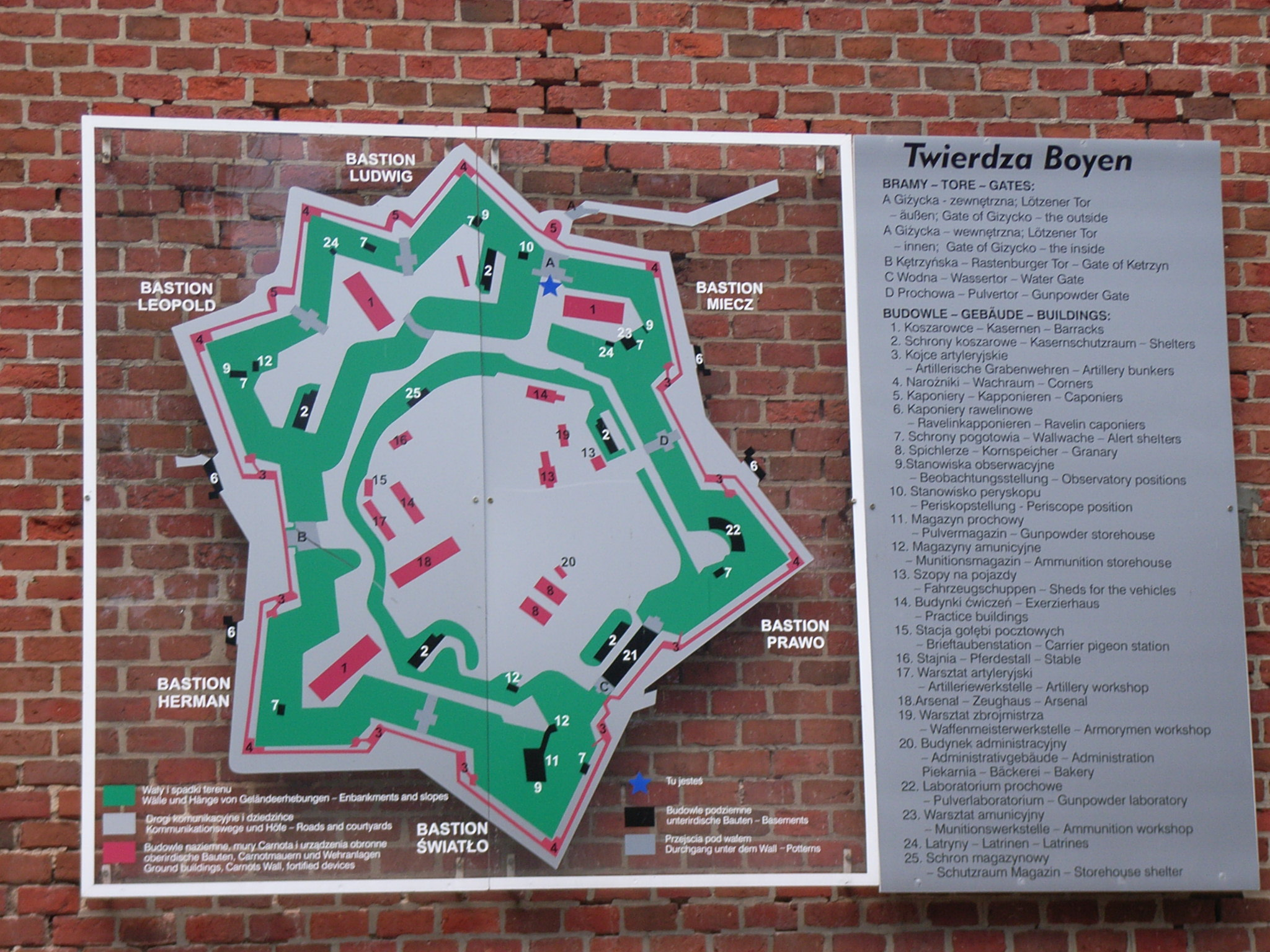
Karte der Feste Boyen

Die Feste Boyen wurde als preußische Ringfestung in Lötzen (poln. Giżycko) zwischen 1847 und 1855 errichtet. Sie liegt zwischen dem Kissainsee, dem südlichsten Teil des Mauersees und dem Löwentinsee.

## Festungswerk

### Architektur

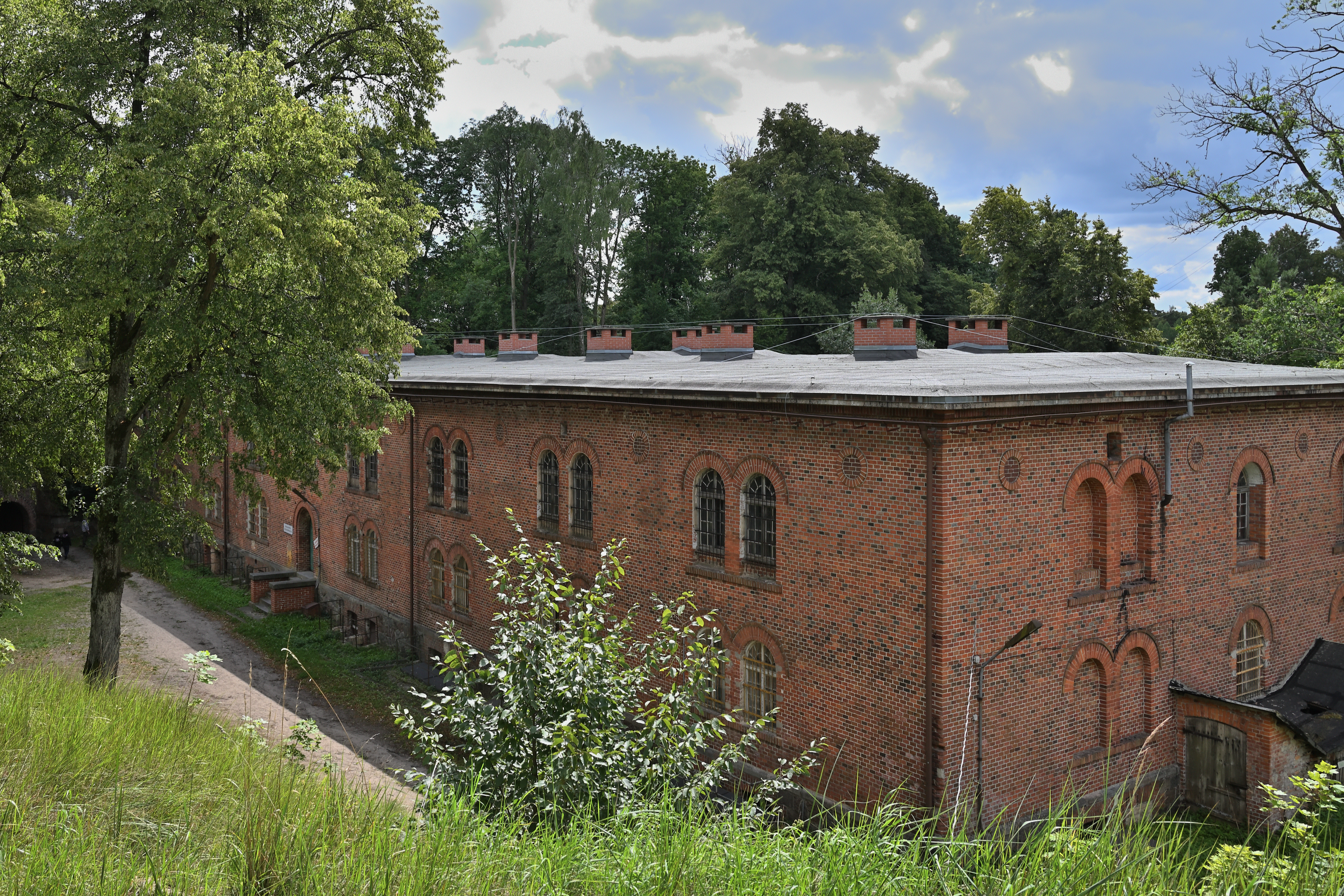
Feste Boyen – ehemalige Kaserne

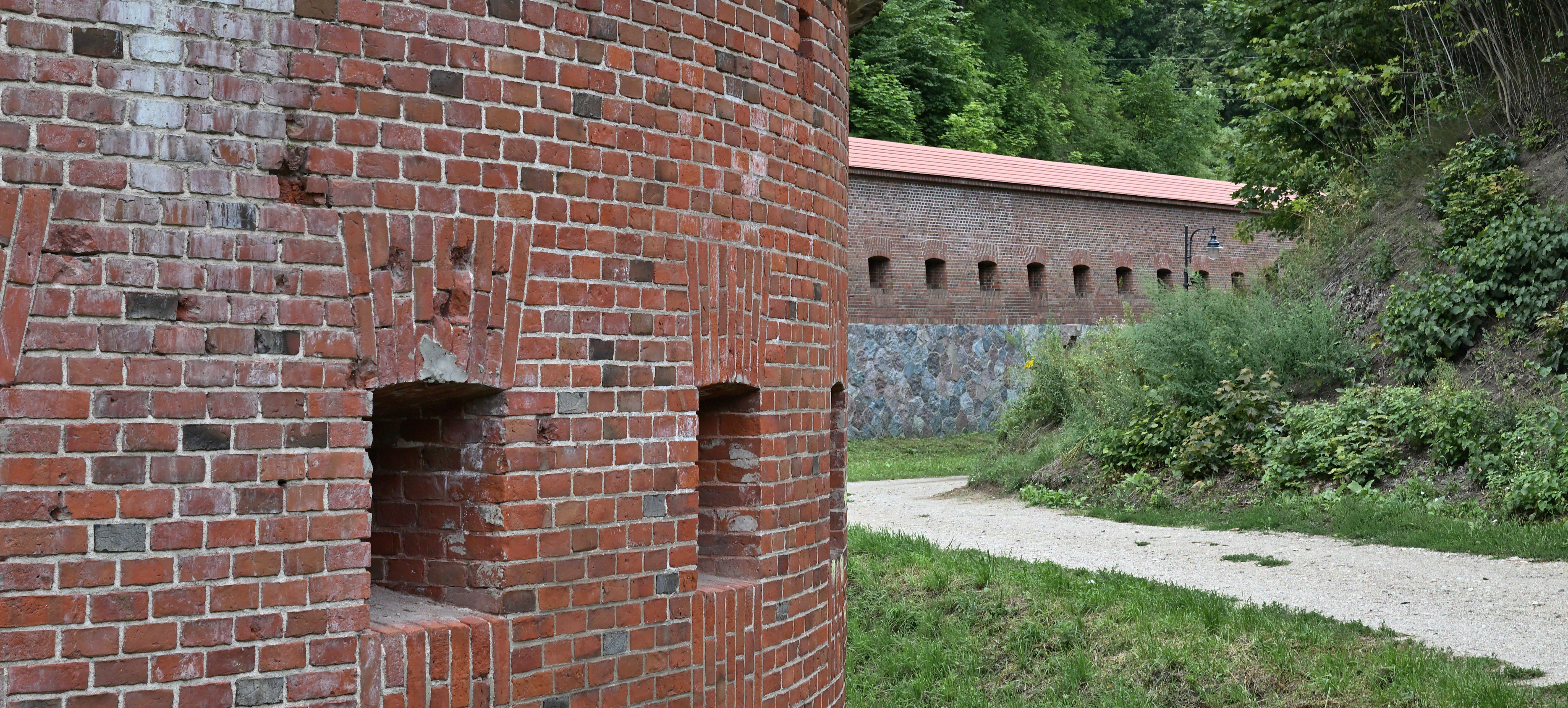
Festungsmauer der Feste Boyen

Die 100 Hektar große Anlage bildete ein Hauptglied der preußischen Befestigungsanlagen, die die östlichen Grenzen Ostpreußens gegen Russland sichern sollten. Sie liegt auf einer strategisch wichtigen Landenge. Preußens Kriegsminister Hermann von Boyen überzeugte König Friedrich Wilhelm IV., dort eine der imposantesten Festungen ganz Masurens zu bauen. Zwischen 1847 und 1855 wurden die Bastionen und Pulvertore, Wassergräben, Kasernen und alle weiteren erforderlichen Gebäude errichtet. Die Festung hat die Form eines siebenzackigen Sterns, die durch die mächtigen Erdwälle, Mauern und Gräben unterstrichen wurde. In die Festung führen vier Tore. Der Hauptzugang ist das doppelte Lötzener Tor mit vorgelagerter Zugbrücke vor dem inneren Tor, daneben gibt es das Rastenburger Tor und das Pulvertor. Bereits bei der Errichtung der Bahnlinie wurde das Wassertor geschlossen. Die Festung wurde 1914 kurzzeitig durch die russische Armee belagert, aber nicht eingenommen.

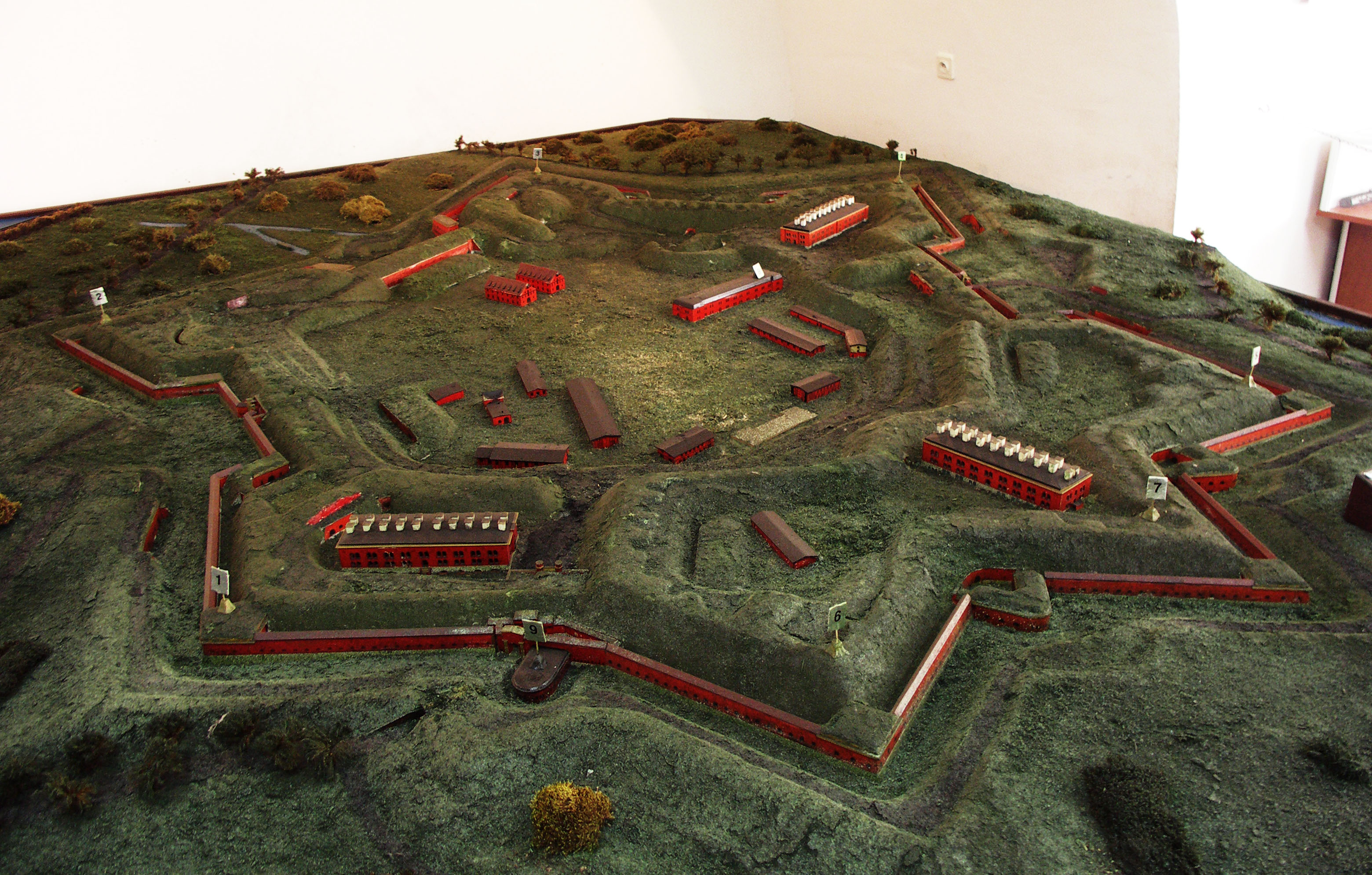
Modell der Anlage
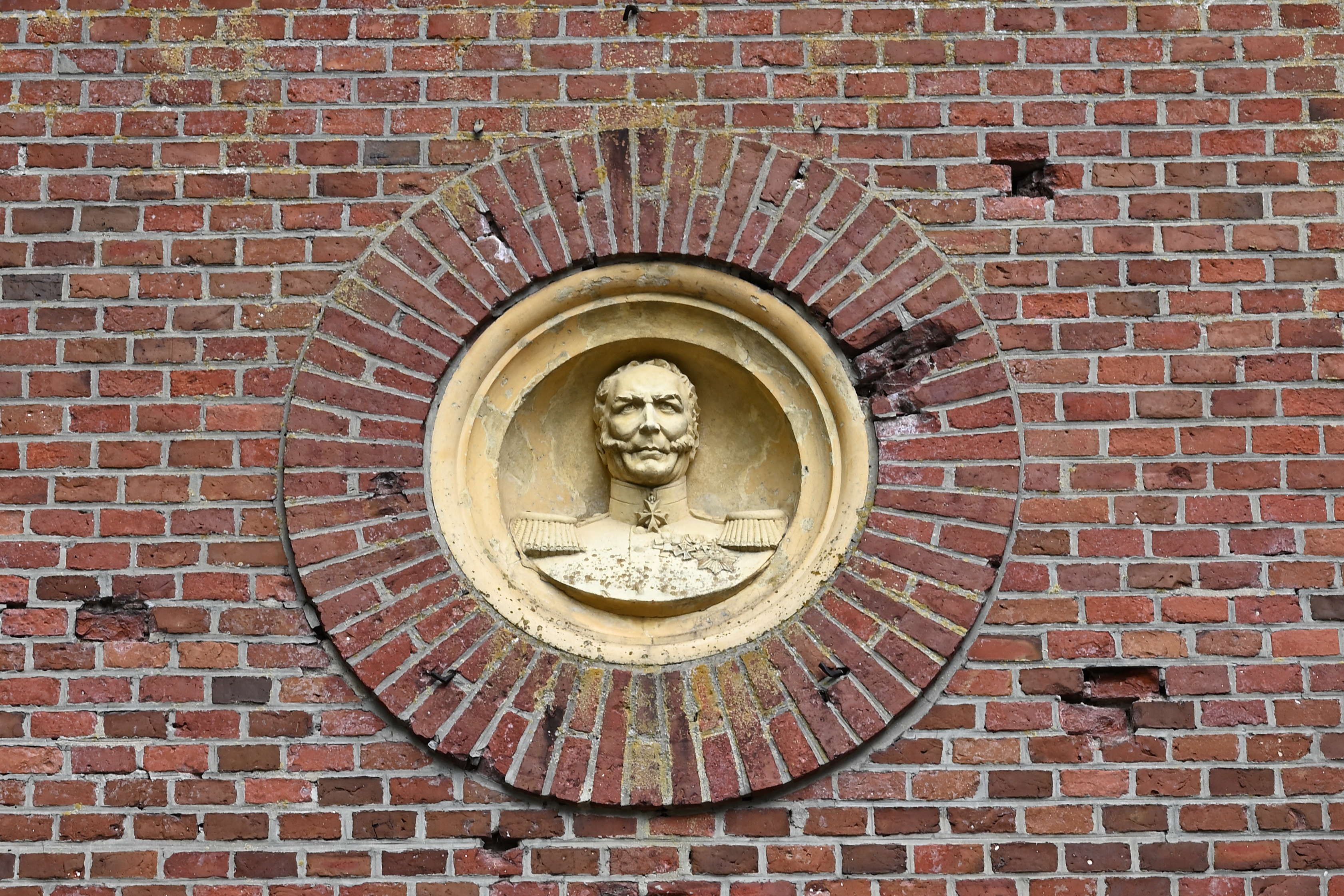
Relief von General Hermann von Boyen
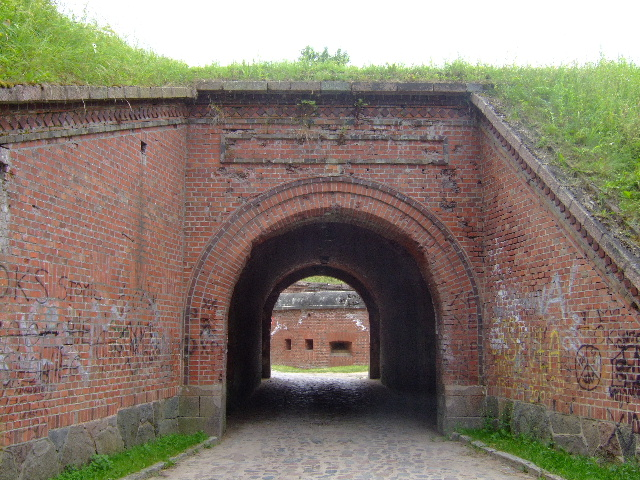
Portal der Feste
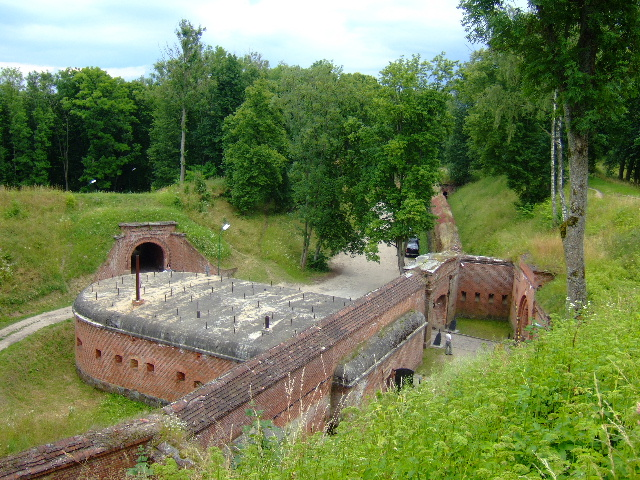
Blick vom Wall auf einen Abschnitt der „Carnotmauer“

### Die Anlage heute
Seit 1993 betreut der „Klub der Liebhaber der Feste Boyen (poln. Klub Miłośnikow Twierdzy Boyen)“ die Anlage. Der Verein sorgt dafür, dass das Objekt erneuert und den Touristen zur Besichtigung zugänglich gemacht wird. Auf dem Gelände der Festung gab es eine Jugendherberge mit 200 Betten, ein historisches Museum und einen Gastronomiebetrieb. Im Jahresverlauf finden dort zahlreiche Veranstaltungen statt. Die Jugendherberge wurde inzwischen in eine Ausstellungsgalerie umgewandelt.
Außerhalb der Mauern wurde im Festungsgraben ein Freilichttheater errichtet.

## Gutsbezirk Boyen
Am 12. August 1863 wurde der Gutsbezirk Feste Boyen gegründet. Er wurde am 29. März 1874 in den neu errichteten Amtsbezirk Willkassen (polnisch Wilkasy) integriert, der zum Kreis Lötzen im Regierungsbezirk Gumbinnen (1905 bis 1945: Regierungsbezirk Allenstein) in der preußischen Provinz Ostpreußen gehörte.
Im Gutsbezirk Feste Boyen waren 1867 insgesamt 577 Einwohner registriert. Ihre Zahl stieg bis 1885 auf 688 und belief sich 1905 auf 1.021. Am 1. Dezember 1910 zählte man 1.004 Einwohner.
Am 17. Oktober 1928 gab der Gutsbezirk Feste Boyen seine Eigenständigkeit auf und wurde in die Stadtgemeinde Lötzen (polnisch Giżycko) eingegliedert. Das ist so auch in polnischer Zeit geblieben.

## Boyen

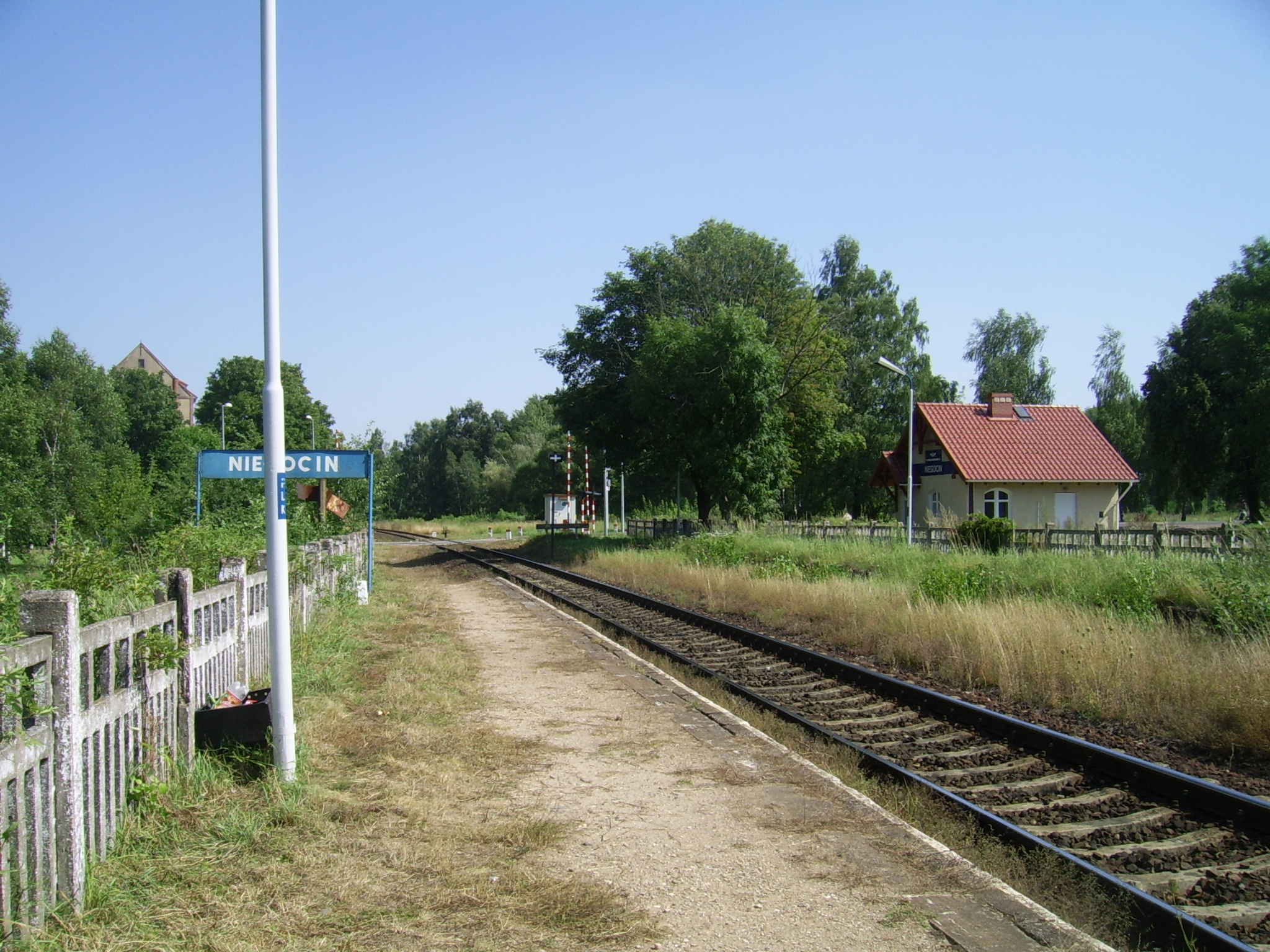
Bahnhof Boyen, der heutige Haltepunkt Niegocin

Der heutige Haltepunkt Niegocin hieß früher Boyen.